# (12364) Asadagouryu
(12364) Asadagouryu (1993 XQ1) – planetoida z pasa głównego asteroid okrążająca Słońce w ciągu 3,19 lat w średniej odległości 2,17 j.a. Odkryta 15 grudnia 1993 roku.